# ロシア製品不買運動
ロシア製品不買運動（ロシアせいひんふばいうんどう）は、ウクライナにおいて、ロシア製品のボイコットを呼びかける非暴力抵抗運動 (英: Nonviolent resistance) で、ウクライナ語では、そのスローガンから「ロシア製品を買うな!」を意味する「Не купуй російське!」、ないし、「ロシア製品をボイコットしよう!」を意味する「Бойкотуй російське!」と称される。この抗議活動が始まったのは2013年8月14日であったが、これはロシアによるウクライナに対する禁輸措置 (Russian Federation trade embargo against Ukraine) への反動として生じたことであった。この運動は、ソーシャルメディアの「Відсіч (Vidsich)」を通して組織された。運動は、大量に配布されたリーフレットや、ポスター、ステッカーなどにも広げられ、45以上の都市や町で展開された。2013年11月にユーロマイダンが始まると、その陰は薄れたが、2014年3月2日にクリミア危機が起こり、さらにロシア・ウクライナ戦争が起こると、不買運動も新たに息を吹き返した。

## 原因

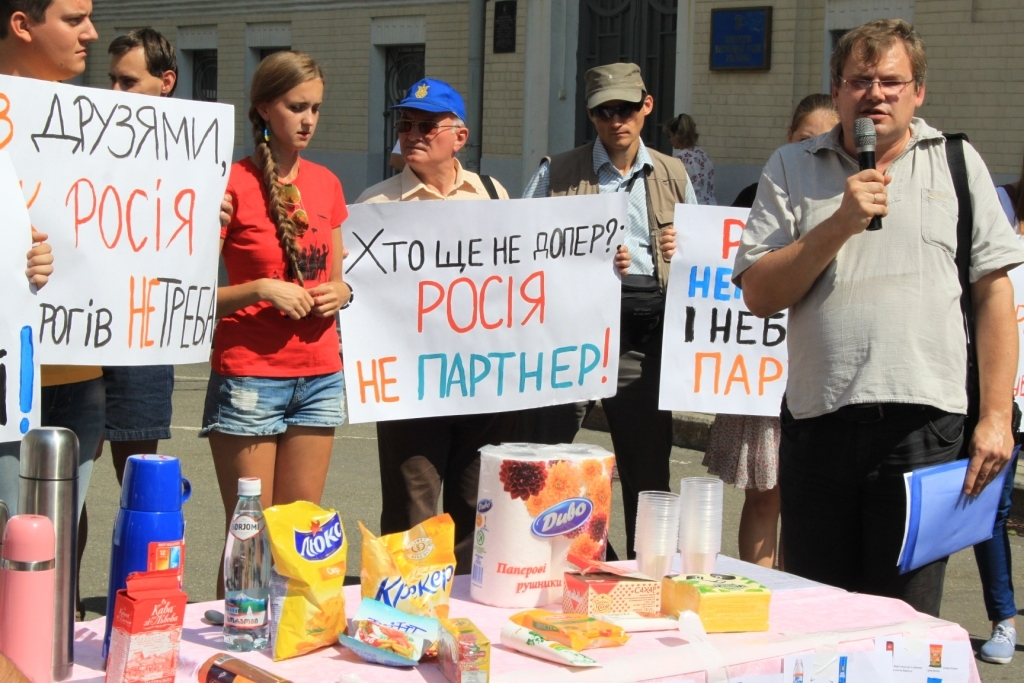
2013年8月22日、ロシアによる禁輸措置への対抗策として、ボイコットを呼びかける人々。

この運動はロシアがウクライナに対して仕掛けてきた「肉戦争」、「チーズ戦争」、「チョコレート戦争」といった一連の経済戦争への応答である。2013年8月14日に、ロシア連邦税関局 (ロシア語: Федеральная таможенная служба、Federal Customs Service of Russia) は、ウクライナの輸出業者すべてに「リスクがある」と認定し、ウクライナからロシアへの輸入を事実上封鎖していた。税関では、ウクライナ製品を搭載した何百もの貨物トラックや貨物列車が、大渋滞をおこした。

## ボイコット

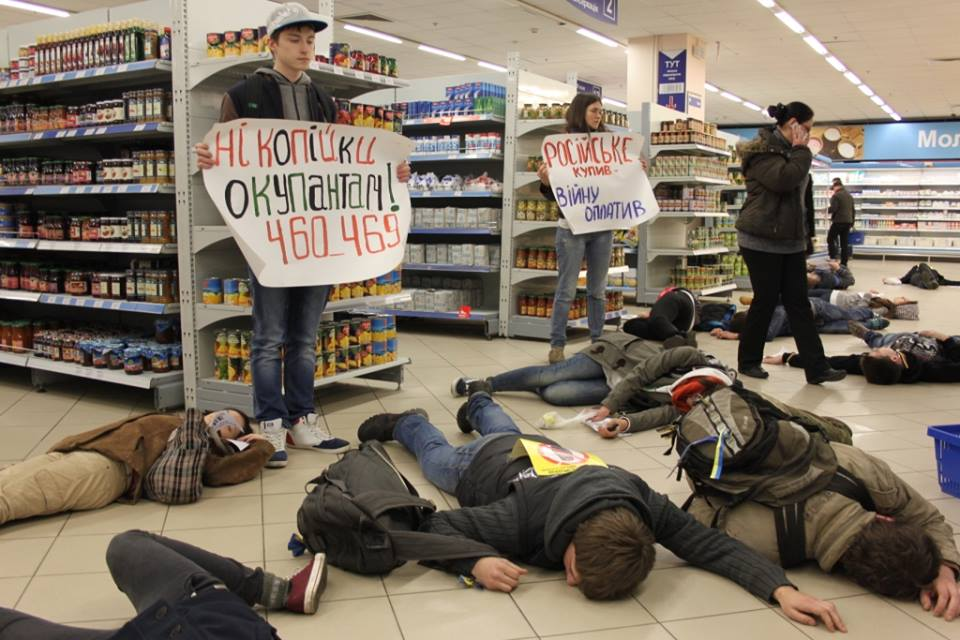
2014年3月15日、キーウのスーパーマーケットにおけるフラッシュモブ。

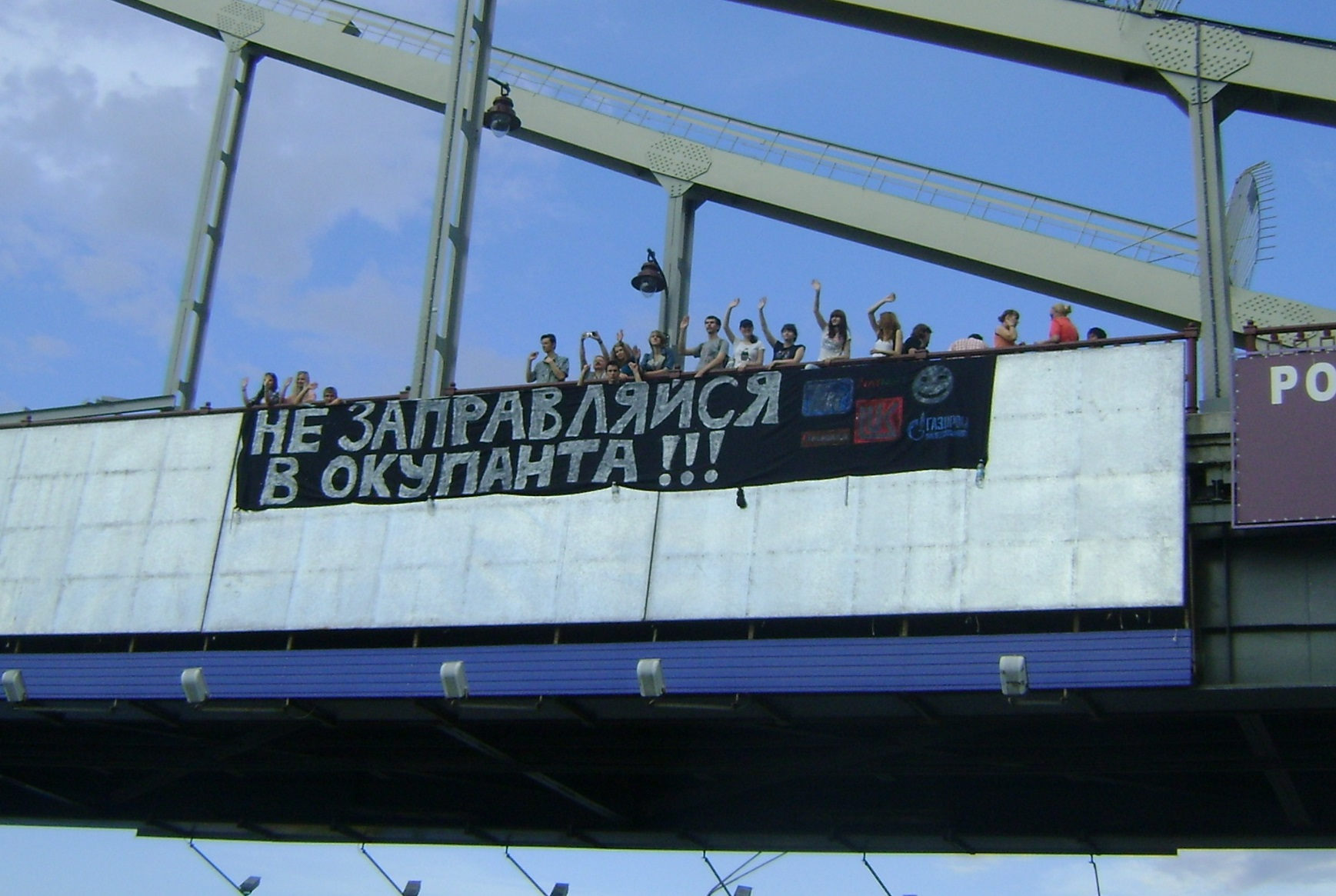
2014年5月29日、ロシア製ガソリンのボイコットを訴える横断幕を掲げる活動家たち。

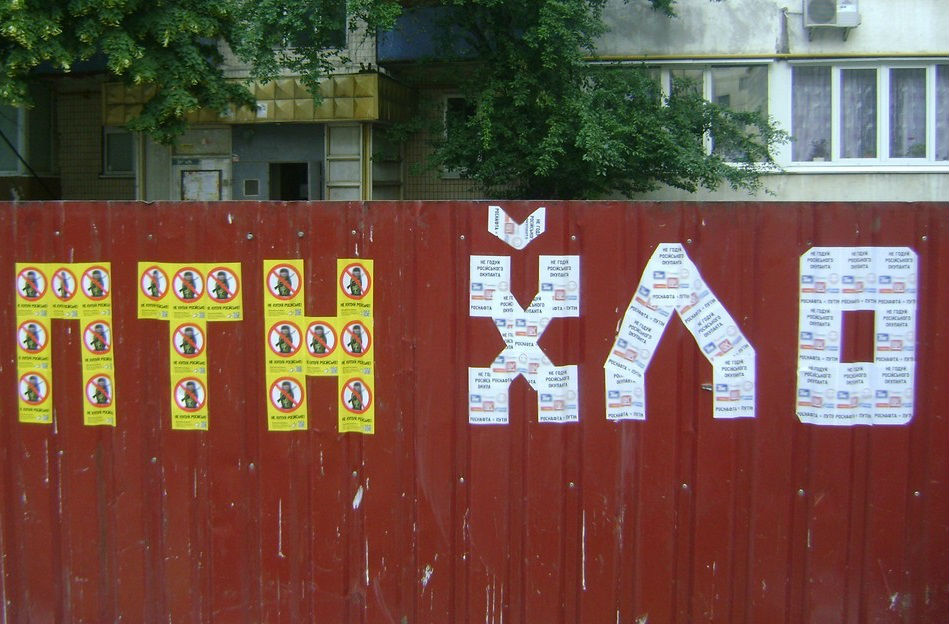
2014年6月22日、ブロヴァルィーで、不買運動のステッカーを貼って作られた「ПТН ХЛО」の文字（ウラジーミル・プーチンを罵倒する表現である Путін — хуйло「プーチン・フイロ!」の略記）。

### ウクライナ
2013年8月22日、人々はウクライナ大統領府 (Адміністрація Президента України、Presidential Administration of Ukraine) 近くで抗議活動を行った。運動は、大量に配布されたリーフレットや、ポスター、ステッカーなどにも広げられ、45以上の都市や町で展開された。。この運動の中では、ロシアのマトリョーシカ人形のカリカチュアが使われた。やがて、ユーロマイダンが始まると、ウクライナの人々はそちらに力点を置いた。
2014年3月2日人々は、社会的ネットワークを用いて、ロシアの企業に利するあらゆる品物やサービスをボイコットする方向への運動の刷新を公表した。その主旨は、ウクライナの資金がロシアに流れ、ロシアの軍事活動を支援することに使われることがないようにしよう、というものであった。このボイコットは、クリミア危機とロシア・ウクライナ戦争に応えたものであった。
2014年3月、抗議者たちはスーパーマーケットにおけるフラッシュモブを組織し、買い物客たちにロシア製品の不買を訴え、また、ロシア系のガソリンスタンド、銀行、コンサートのボイコットを訴えた。2014年4月には、キーウ、リヴィウ、オデーサの映画館が、ロシア映画の上映を取りやめ始めた。
2014年夏、キーウの人々は、ロシア系のレストランやカフェにおけるフラッシュモブを組織し始め、実行もした。
2014年8月末、キーウの人々は、ウクライナのメディアにおいて、ロシアの映画や連続ドラマなどを取り上げることに反対する活動を始めた。
2014年4月には、一部のロシア企業が、製品のバーコードをロシアからウクライナへ変更し製造国・生産国の偽装を開始した。製造国・生産国を偽装しているものも含め、ロシア製の製品を判別できるように「Boycott Invaders」と題されたAndroid（アンドロイド）のアプリが開発された。

### 国際的な広がり
2014年には、ボイコットは、ラトビア、リトアニア、エストニア、ポーランド、モルドバ、グルジア、アメリカ合衆国、チェコなど、他の国々にも広がりを見せるようになった。

## 結果
2014年春には、ウクライナにおけるロシア製品の売り上げは、35%から50%ほど減少した。2014年5月には、ウクライナのスーパーマーケットが、ロシア製品の調達を止め始めた。ロシアから配送される製品の量は、以前の3分の2の水準にまで減少した。
スタンダード&プアーズによれば、2014年の2月から5月にかけて、ウクライナにおけるロシア資本の銀行は、預金の50％以上を失ったとされる。

## 批判
エコノミストのアンドリー・ノヴァク (Андрій Новак、Andriy Novak) は、ロシア経済と戦うのであれば、相手にとっての急所であるガスプロムを叩く方が効果的であると述べた。。
不買運動の理念は、小売業企業を傘下に収めているウクライナの企業集団フォジーグループに支持されているが、フランス系のオーシャン・ウクライナ (Auchan Ukraina) や、ドイツ系のメトロキャッシュアンドキャリーのウクライナにおける代表部は、運動を支持していない。これは、非政治的立場をとる方針の一環と説明されている。
Advanter Group のCEOであるアンドリー・ドリガチ (Андрій Длігач、Andriy Dlihach) は、ウクライナ製品の購入に力を注ぐべきであると述べている。